# Musikbibliothek Peters

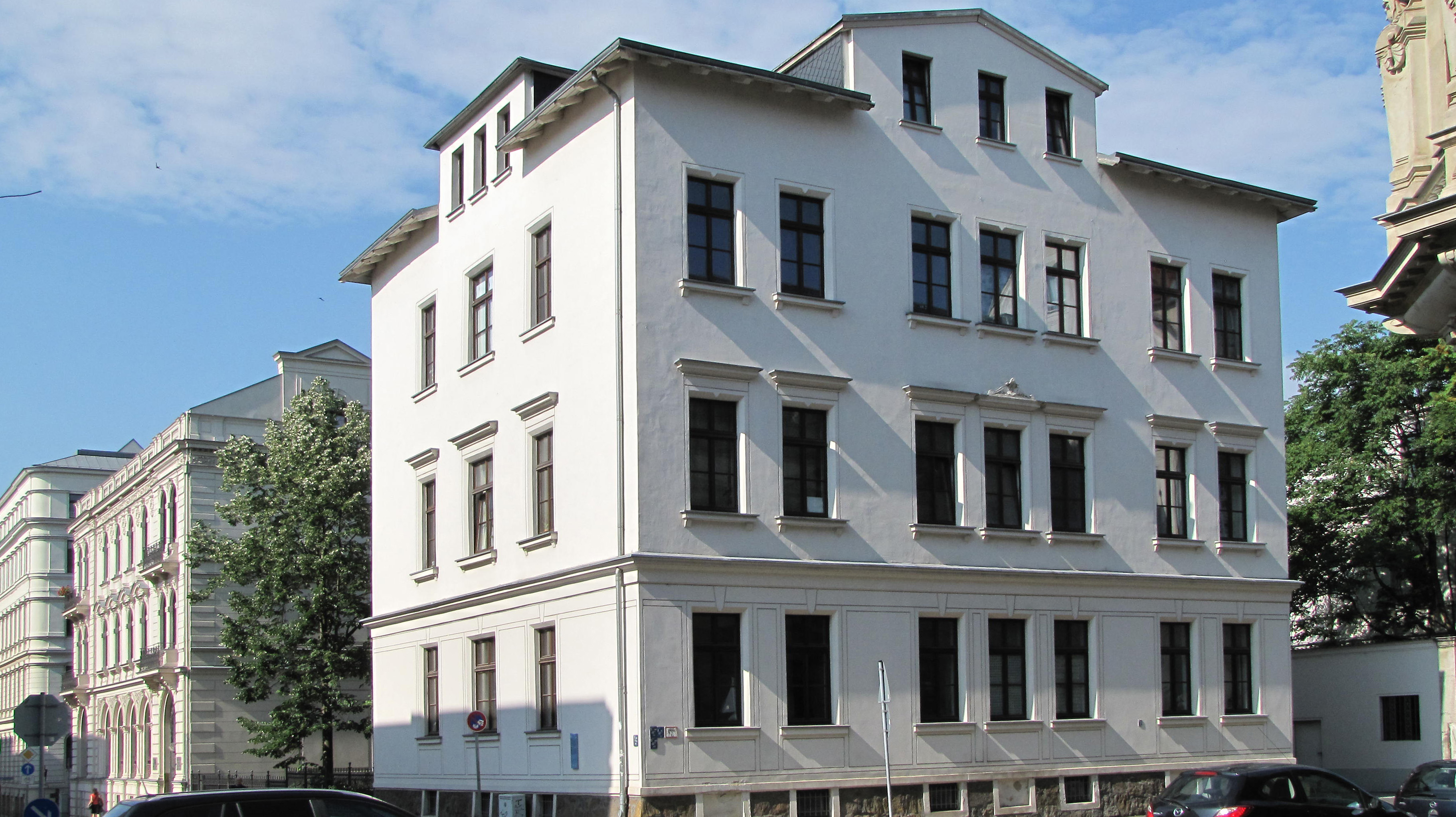
Das Eckhaus Goldschmidtstraße 26 / Talstraße beherbergte die Musikbibliothek von 1893 bis 1951

Die Musikbibliothek Peters (heute mitunter auch: Musiksammlung Peters) in Leipzig war die erste öffentlich und kostenlos zugängliche Musikbibliothek in Deutschland. Ihre heute noch vorhandenen Sammlungsstücke, etwa 24.000 Medieneinheiten, stehen als im Länderverzeichnis für Sachsen eingetragenes Kulturgut unter Kulturgutschutz. Nach einer Einigung zwischen Stadt und Erben  im Februar 2013 bleibt die Sammlung in Leipzig.

## Geschichte
Die Musikbibliothek geht zurück auf eine Stiftung des damaligen Inhabers der Edition Peters, Max Abraham, aus seinem Privatvermögen im Jahre 1893. Sie sollte Studierenden und Wissenschaftlern Zugang auch zu schwer zugänglichen Musikwerken ermöglichen. Im Oktober 1893 bezog die Bibliothek eigene Räume in der Königstraße 26 (heute Goldschmidtstraße 26), und im Januar 1894 erfolgte die Einweihung. Im selben Monat wurde Henri Hinrichsen Teilhaber des Musikverlags.
1897, drei Jahre vor seinem Freitod im Jahre 1900, verfasste Abraham einen Nachtrag zu seinem Testament, das den Erhalt der Sammlung in Leipzig festlegte. Da er ohne Unterschrift blieb, ist der Nachtrag rechtsunwirksam, was in späteren Konflikten von Bedeutung sein wird.
Nach Abrahams Tod gab es Bemühungen, eine Stiftung einzurichten, die jedoch nie rechtskräftig errichtet wurde. Stattdessen übergab Hinrichsen im Juli 1901 dem Leipziger Stadtrat eine Summe von 400.000 Mark, deren Zinsen fortan zum Betrieb der Bibliothek verwendet werden. Die Inflation ließ dieses Gründungskapital jedoch zusammenschmelzen. Schon 1922 übernahm Henri Hinrichsen die Bibliothek wieder von der Stadt.

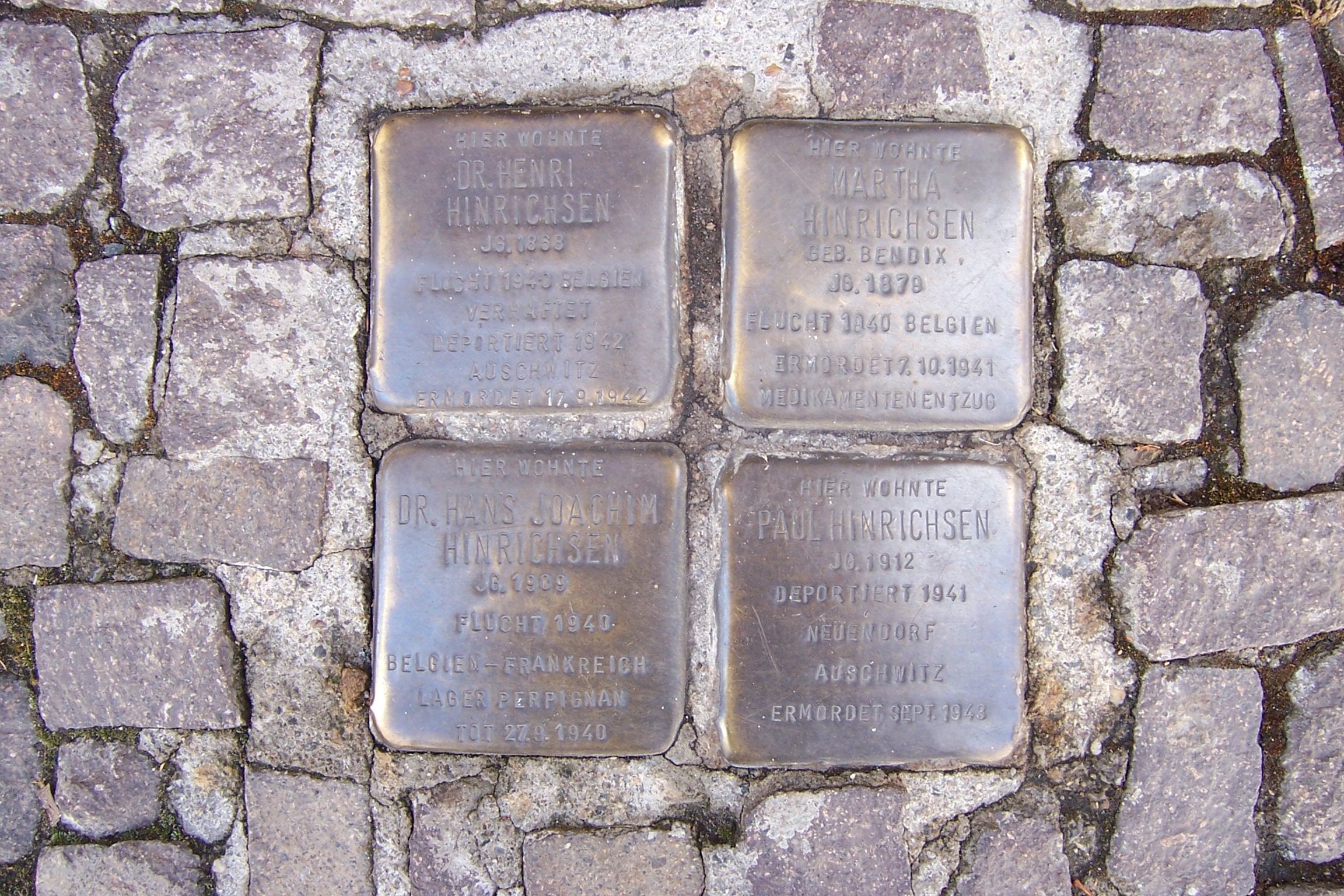
Stolpersteine der Fam. Henri Hinrichsen vor dem Gebäude Talstr. 10

Die beiden Söhne von Henri Hinrichsen, Walter und Max, emigrierten beide angesichts der nationalsozialistischen Judenverfolgung. Walter ging 1936 nach Chicago, Max 1937 nach London. Henri Hinrichsen hingegen wurde am 17. September 1942 im KZ Auschwitz ermordet. Nach den Novemberpogromen 1938 wurde der Verlag unter Zwangsverwaltung gestellt und 1939 „arisiert“. Mit dem Verlag wurde auch die Musikbibliothek Peters einschließlich ihres Grundstücks auf die neuen Gesellschafter übertragen.
Walter Hinrichsen trat in den USA in die amerikanische Armee ein und kehrte im April 1945 als Besatzungssoldat nach Leipzig zurück. Er schaffte es, den Verlag als „amerikanisches Eigentum“ zurückübertragen zu bekommen, und setzte Johannes Petschull, der den Verlag schon seit der Arisierung geleitet hatte, als Bevollmächtigten ein. Hinrichsen ließ mehrere Kisten mit Druckplatten und Autographen aus der Autographen-Sammlung seines Vaters, einem Teilbestand der Musikbibliothek, als Familieneigentum zusammenstellen und in die USA schicken. Sie dienten ihm als Startkapital für den Aufbau des Verlags C. F. Peters in New York City und Frankfurt am Main.
1948 wurde der Leipziger Verlag erneut enteignet und 1950 zum Volkseigentum erklärt. Die Musikbibliothek Peters wurde 1951 in die Musikbibliothek der Stadt Leipzig überführt, die 1953/1954 die Peters-Bestände mit denen der Musikabteilung der Stadtbibliothek und der Städtischen Musikbücherei vereinigte und den letzten eigenen Bibliothekar der Musikbibliothek Peters, Eugen Schmitz, in den Ruhestand schickte. Bis zu ihrer Angliederung an die ehemalige Stadt- und Bezirksbibliothek Leipzig 1973 blieb die Musikbibliothek der Stadt eine selbständige Einrichtung. Heute ist sie Bestandteil der Stadtbibliothek Leipzig und befindet sich im Wesentlichen im Alten Grassimuseum. Einzelstücke sind im Bach-Archiv Leipzig.
Nach der Wende wurde 1990 die Enteignung des Verlags rückgängig gemacht, und im September 1993 erklärte ein Restitutionsbescheid auch die Musikbibliothek zum Eigentum der Hinrichsen-Erben. Um deren Verbleib in Leipzig zu sichern, wurde im Juni 1998 ein Dauerleih- und Verwahrungsvertrag für die Bestände der Musikbibliothek Peters zwischen den Leipziger Städtischen Bibliotheken, dem Musikverlag C. F. Peters Frankfurt/Leipzig und den Hinrichsen-Erben geschlossen. Der Verlag und die Erben verpflichteten sich in diesem Vertrag (der allerdings eine Kündigungsklausel hatte), den Bestand der Musikbibliothek ohne zeitliche Begrenzung in Leipzig zu lassen.

## Konflikt und Lösung
Im Sommer 2004 sorgten Presseberichte für Aufsehen, wonach etwa 450 Stücke der Musikbibliothek, darunter das Autograph von Felix Mendelssohn Bartholdys Chorkantate Die erste Walpurgisnacht, zur Schätzung durch das Londoner Auktionshaus Christie’s nach Berlin gebracht wurden. Die Hinrichsen-Erben kündigten den erst 1998 abgeschlossenen Vertrag. Daraufhin leitete die Berliner Senatsverwaltung für Wissenschaft, Forschung und Kultur ein Verfahren zur Eintragung von 206 Stücken in das Verzeichnis national wertvollen Kulturgutes nach dem Kulturgutschutzgesetz ein. Am 24. Februar 2006 wurde die Eintragung im Berliner Amtsblatt sowie am 9. März 2006 im Bundesanzeiger bekannt gemacht, was für die betroffenen Kulturgüter ein absolutes Ausfuhrverbot bedeutete. Dagegen erhoben die Rechtsanwälte der Familie Hinrichsen Klage, der am 29. November 2006 durch das Verwaltungsgericht Berlin teilweise stattgegeben wurde. Die Einleitung des Unterschutzstellungsverfahrens, so das Gericht, sei rechtlich nicht zu beanstanden. Die Eintragungsentscheidung selbst hingegen wurde wegen formeller Mängel aufgehoben. Eine Berufung zum OVG Berlin-Brandenburg wurde zugelassen. Nachdem dann der Freistaat Sachsen seinerseits ein Eintragungsverfahren einleitete und die Erben auch dagegen klagten, urteilte das Verwaltungsgericht Dresden, dass der Freistaat Sachsen ein Verfahren zur Eintragung in das Verzeichnis national wertvoller Kulturgüter nach dem Kulturgutschutzgesetz mit der Folge eines absoluten Ausfuhrverbots einleiten durfte. Auch hier wurde die Entscheidung zunächst nicht rechtskräftig, da das Gericht Berufung zum Sächsischen Oberverwaltungsgericht zugelassen hatte. Das Sächsische Oberverwaltungsgericht hat die Berufung mit Urteil vom 19. August 2010 zurückgewiesen und die Revision zugelassen. Das Bundesverwaltungsgerichts bestätigte diese Urteile der Vorinstanzen mit Urteil vom 24. November 2011. Damit findet das Gesetz zum Schutz deutschen Kulturgutes gegen Abwanderung auch auf solche Vermögenswerte Anwendung, die ihren jüdischen Eigentümern durch nationalsozialistische Unrechtsmaßnahmen entzogen und nach der Wiedervereinigung gemäß § 1 Abs. 6 VermG restituiert worden sind. Nach mehrjährigen Verhandlungen zwischen Stadt und Erben wurde entschieden, dass die Sammlung in Leipzig bleibt; die Erben erhalten Zahlungen aus Mitteln des Beauftragten der Bundesregierung für Kultur und Medien, der Kulturstiftung der Länder und anderer.

## Bestände
Grundstock der Sammlung waren die Bestände von Alfred Dörffels 1861 gegründeter „Leihanstalt für musikalische Literatur“ in Leipzig mit etwa 8000 Bänden.
Wichtige Erwerbungen in der Aufbauphase der Bibliothek waren u. a. die Handschriftensammlungen Scheibner (1902), Mempell-Preller mit der Mempell-Preller-Handschrift (1904) und Ernst Rudorff (1917) mit Autographen und zeitgenössischen Abschriften von Werken Johann Sebastian Bachs und anderer Komponisten. Die überragende kulturelle und wissenschaftliche Bedeutung der Sammlung gründete insbesondere auf dem Besitz zahlreicher kostbarer Erstdrucke, seltener wissenschaftlicher Quellenwerke, einer umfangreichen Opernpartitursammlung sowie einer erstklassigen Autographensammlung und einer wertvollen Sammlung von rund 1.600 Komponistenbildern.
Ein Übergabeprotokoll von 1963 verzeichnete 10.763 Bücher/Zeitschriftenbestände, 8.660 Notenausgaben, 2.669 Textbücher, 266 Handschriften, 1.578 Meisterporträts, 6 Gemälde, 3 Marmorbüsten und 200 verschiedene Autographen.
Elf der Autographen, die Walter Hinrichsen 1945 mitnahm, befinden sich heute in der Morgan Library in New York. Die meisten wurden über den Antiquar Walter Schatzki an die amerikanische Sammlerin Mary Flagler Cary verkauft und kamen mit ihrer Sammlung 1968 in die Morgan Library. Dazu gehörten Franz Schuberts Schwanengesang; Chopins Mazurka op. 59, no. 3 und Polonaises op. 26; sowie Teile von Glucks Iphigenie auf Tauris und Georg Friedrich Händels Kantate Qual ti riveggio, oh Dio (HWV 150). Das ihr ebenfalls angebotenen Oktett von Felix Mendelssohn Bartholdy kaufte hingegen die Library of Congress. Die Morgan Library erwarb nach 1968 noch Wolfgang Amadeus Mozarts Konzertarie Misero! o sogno/Aura, che intorno spiri (KV 425b/431), Schuberts Impromptus D. 935 sowie Carl Maria von Webers Aufforderung zum Tanze.

## Jahrbuch

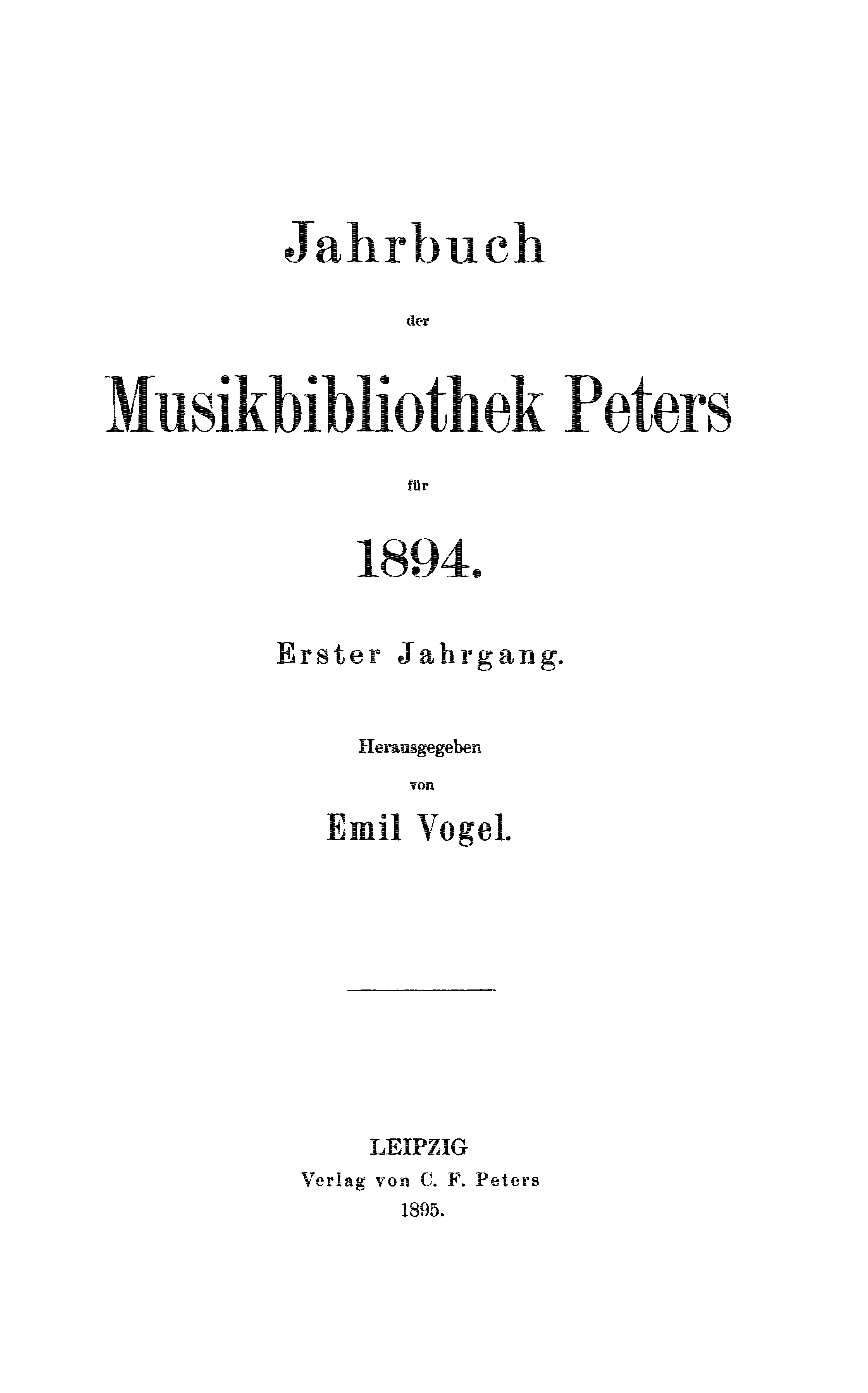

Ab 1895 erschien auch ein Jahrbuch der Musikbibliothek, das außer den Jahresberichten der Bibliothek auch größere Aufsätze über Neuerwerbungen enthielt und sich zu einem der wichtigsten Periodika der Musikwissenschaft in Deutschland entwickelte. Mit dem Band 47 ging 1940 diese Tradition zu Ende.

## Kulturgutschutz
Die Musikbibliothek Peters mit etwa 24.000 Medieneinheiten (bestehend aus: „Handschriften, Autographe, Manuskripte, Briefe, Notenmaterial, Textbücher, Musikliteratur, Zeitschriften, Bilder, Plastiken“) wurde als im Länderverzeichnis für Sachsen eingetragenes Kulturgut unter Kulturgutschutz im Sinne der 1954 verabschiedeten Haager Konvention zum Schutz von Kulturgut bei bewaffneten Konflikten gestellt.